# Dhimbana
Dhimbana is een geslacht van rechtvleugeligen uit de familie veldsprinkhanen (Acrididae). De wetenschappelijke naam van dit geslacht is voor het eerst geldig gepubliceerd in 1940 door Henry.

## Soorten
Het geslacht Dhimbana omvat de volgende soorten:
- Dhimbana castanea Ingrisch, 1993
- Dhimbana dawsoni Henry, 1940